# Maxacteon milleri
Maxacteon milleri is een slakkensoort uit de familie van de Acteonidae. De wetenschappelijke naam van de soort is voor het eerst geldig gepubliceerd in 1971 door Rudman.